# Battistero di San Giovanni (Siena)

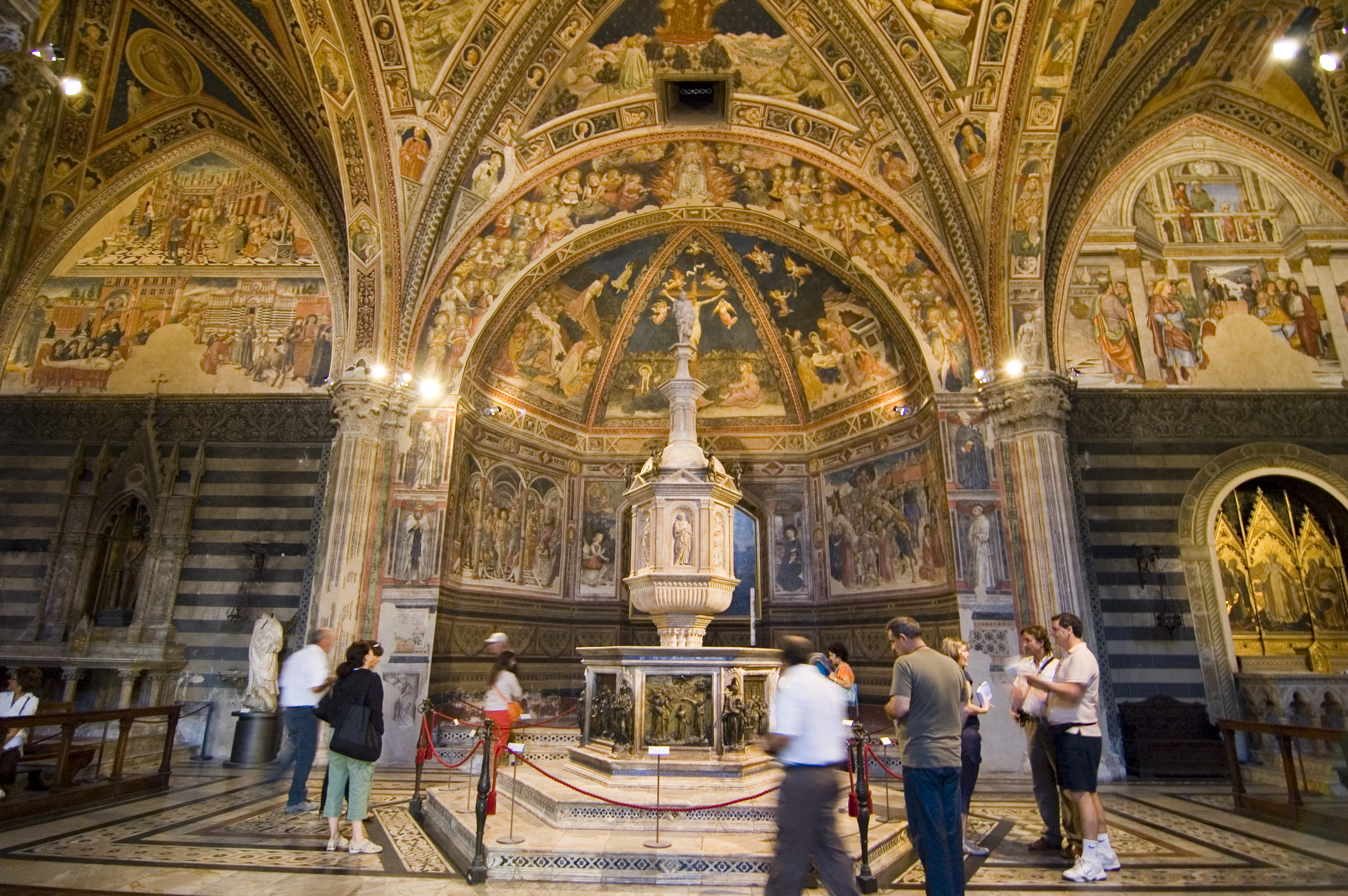
Interno

Il Battistero di San Giovanni si trova nell'omonima piazza della città toscana di Siena, al di sotto delle campate finali del coro del Duomo di Siena. Si raggiunge dalla scalinata di piazza San Giovanni.

## Storia
Nel 1317 l'Opera del Duomo decise di allungare il coro del Duomo di due campate. Essendo però la parete di fondo del coro già a ridosso di una discesa scoscesa, l'unico modo era costruire sotto un nuovo edificio il cui soffitto supportasse il pavimento delle nuove campate del coro del Duomo. Si decise quindi di costruire un nuovo battistero in sostituzione di quello vecchio. I lavori vennero affidati all'allora capomastro dell'Opera Camaino di Crescentino, padre del più famoso Tino di Camaino. I lavori vennero ultimati nel 1325.
Nel 1355-1382 il monumento venne provvisto di una facciata marmorea, in puro stile gotico senese, a opera di Domenico di Agostino, anche se i lavori vennero interrotti nel 1382 lasciando incompiuta la parte superiore e priva di rifiniture quella inferiore.
Nel secolo successivo il battistero si arricchì del fonte battesimale posto al centro, il pezzo più pregiato dell'intero monumento e opera di vari artisti tra cui Donatello e Jacopo della Quercia, e degli affreschi sulle volte e sull'abside a opera principalmente di Lorenzo di Pietro detto “il Vecchietta”.

## Descrizione

### Facciata
La facciata incompiuta è prevalentemente in marmo bianco e continua, verso l'alto, fino a coprire gran parte dell'abside del Duomo. È tripartita da quattro grandi pilastri e presenta tre portali strombati, coronati da archetti pensili e una cornice. Tre bifore superiori illuminano l'aula, anche se quella centrale è tamponata dal XVI secolo. Il pavimento davanti ai portali ha mosaici a graffito e commesso marmoreo, oggi consunti, relativi al tema del battesimo. Quello a sinistra è di Bartolomeo di Mariano (1450), e gli altri due sono su disegno di Antonio Federighi (1451).

### Interno
La sala rettangolare è divisa da due colonne in tre navate a due campate ciascuna, per un totale di sei ambienti coperti da volte a crociera ogivali. Contiene una sola abside.

#### Fonte battesimale
Al centro è presente il fonte battesimale esagonale, opera di grande pregio, fondamentale esempio della scultura rinascimentale del primo Quattrocento. Realizzata in marmo, bronzo e smalto, tra il 1417 e il 1431, vi lavorarono i maggiori scultori del tempo: Donatello (autore della formella del Banchetto di Erode e delle statue della Fede e della Speranza), Lorenzo Ghiberti (Cattura del Battista e Battesimo di Cristo), Giovanni di Turino, Goro di Neroccio e Jacopo della Quercia (autore della statua del Battista sulla sommità e altre figure).

#### Affreschi

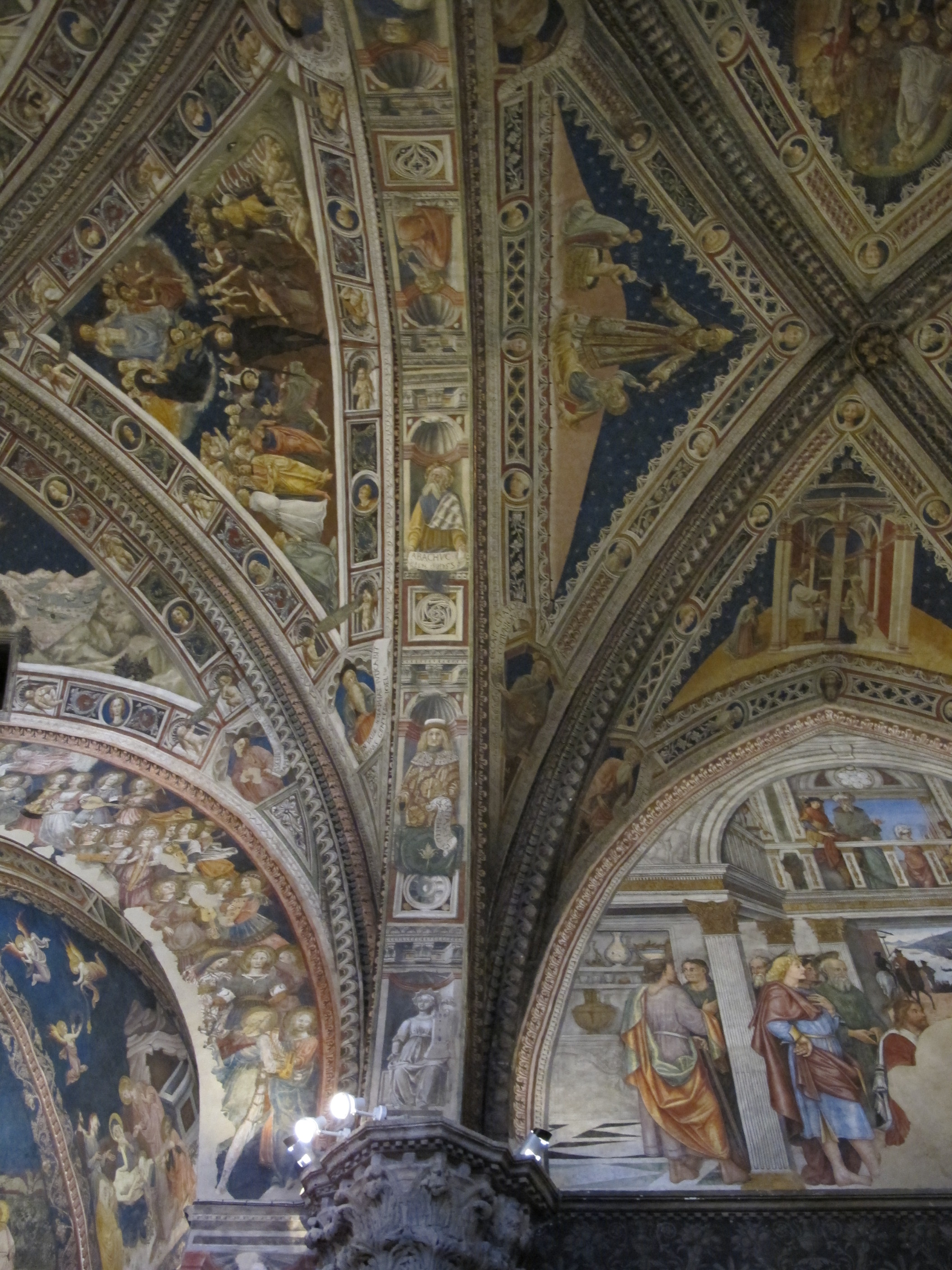
Volta affrescata

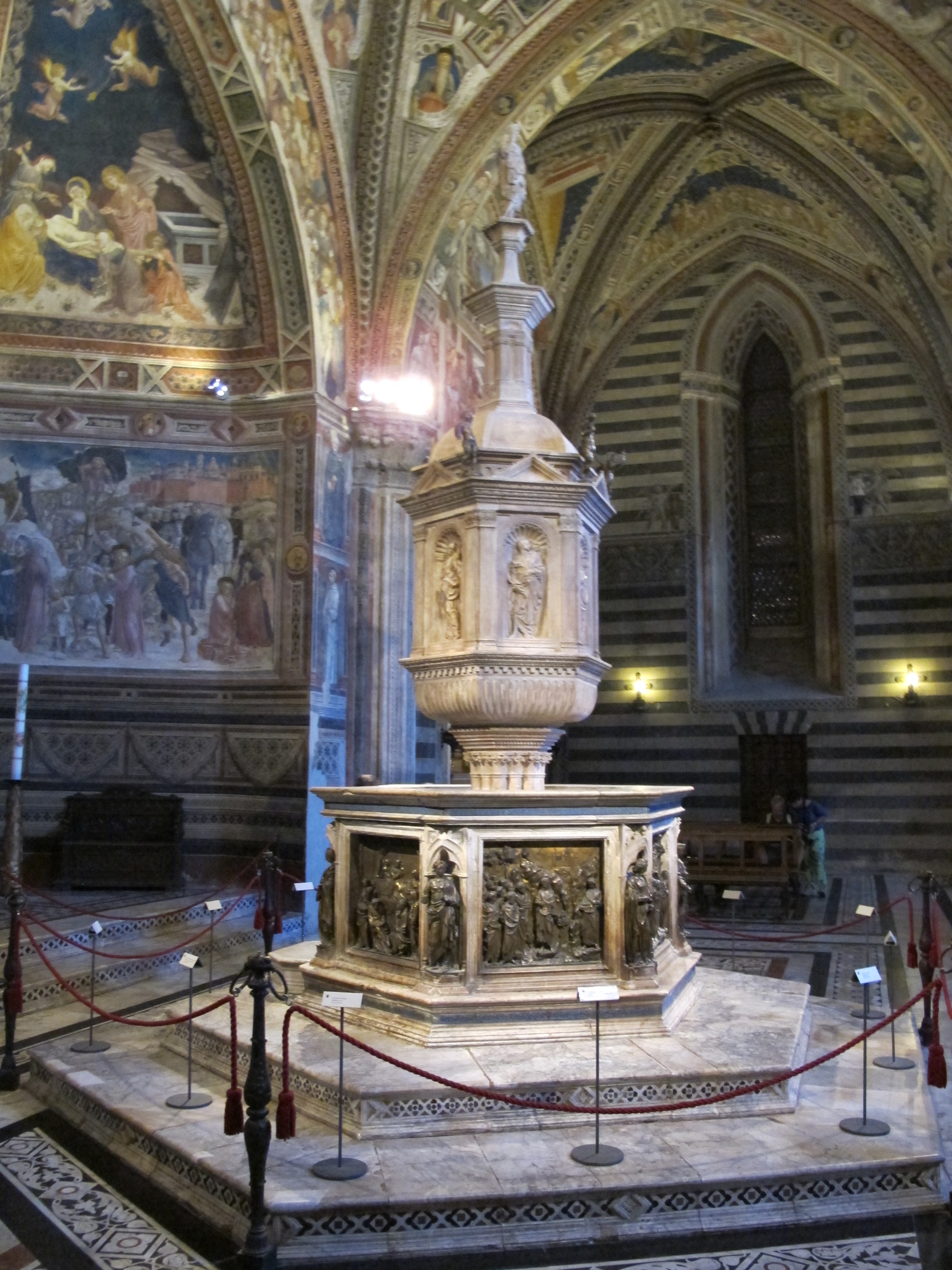
Il fonte battesimale

Gli affreschi, che decorano completamente le volte, rappresentano un ampio ed articolato ciclo religioso, tra i migliori del Quattrocento senese.
Le due volte laterali della prima campata raffigurano otto dei dodici Apostoli e sono attribuite al pittore bolognese Agostino di Marsiglio, di incerta datazione. La volta centrale della stessa campata fu invece affrescata dal Vecchietta a partire dal 1450 e raffigura i quattro restanti apostoli.
Le tre volte della seconda campata sono state invece affrescate interamente dal Vecchietta, sempre a partire dal 1450 e raffigurano gli Articoli del Credo, secondo il Simbolo Apostolico, cioè la professione di fede richiesta per l'ammissione al Battesimo. Le scene degli Articoli del Credo sono dodici, quattro per ogni campata. In quella a sinistra si trovano Dio Padre, Gesù Cristo, l'Annunciazione e la Flagellazione; in quella centrale la Discesa agli Inferi, l'Ascensione di Cristo, il Giudizio Universale e la Pentecoste; in quella di destra Allegoria della Chiesa, Confessione, Resurrezione dei morti e Paradiso.
Del Vecchietta sono anche la Madonna in gloria tra angeli sull'arcone absidale e gli affreschi dell'abside in basso con l'Annunciazione, la Flagellazione di Cristo e l'Andata al Calvario (affrescata dopo le volte). Nel catino absidale, sopra i tre citati affreschi del Vecchietta, si trovano tre spicchi affrescati nel 1447 dal pittore bolognese di cultura tardogotica Michele di Matteo Lambertini, che rappresentano l'Orazione nell'orto, la Crocifissione e la Pietà. Sebbene opere stilisticamente attardate, sono considerate tra i capolavori di questo artista.
Due lunette decorano le pareti di fondo ai lati dell'abside: a sinistra i Miracoli di sant'Antonio da Padova di Benvenuto di Giovanni (1460 circa) e a destra la Lavanda dei piedi di Pietro degli Orioli (1489).

#### Altri arredi
Sull'altare principale è collocato il Battesimo di Gesù di Alessandro Franchi, tela moderna risalente al 1907. Sull'altare di destra è presente un polittico di Giuseppe Catani del 1896 mentre su quello di sinistra troviamo una statua lignea, anch'essa moderna. Da qualche anno nel battistero si trova anche il polittico di Andrea Vanni con predella di Giovanni di Paolo già nella chiesa di Santo Stefano alla Lizza (primo ventennio del XV secolo). Dalla stessa chiesa provengono anche la Visitazione di Rutilio Manetti del Seicento e la Pietà di Antonio Buonfigli del Settecento. Infine viene esposta una tela di Andrea e Raffaello Piccinelli, detti i Brescianini, con Il Battesimo di Gesù (1524) e una moderna di G.M. Morandi con l'apparizione della Madonna a San Filippo Neri.
Alcune statue marmoree provengono alla facciata e sono tutte di scuola trecentesca senese, più o meno influenzate da Giovanni Pisano.